# 芬克冰川
65°34′S 63°46′W / 65.567°S 63.767°W

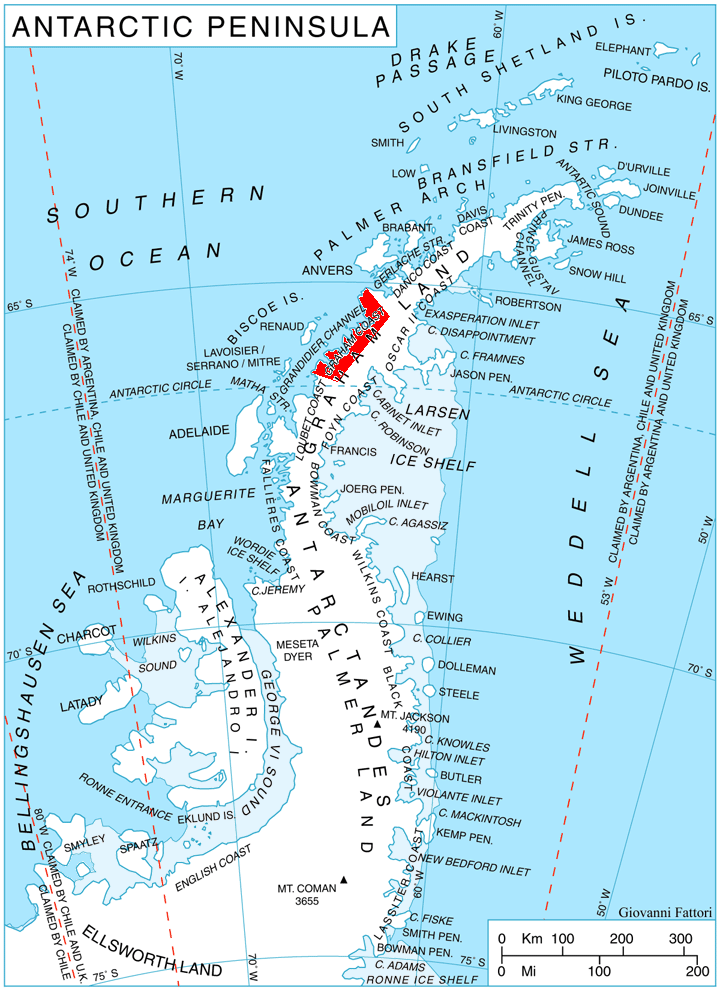

芬克冰川是南極洲的冰川，位於葛拉漢地，最終注入內夫沙灣，在1909年由讓-巴蒂斯特·夏古率領的法國探險隊繪入地圖，以美國生物化學家命名。